# Ujazd (Tomaszów Mazowiecki)
Pour les articles homonymes, voir Ujazd (homonymie).
Ujazd est une localité polonaise, siège de la gmina d'Ujazd, située dans le powiat de Tomaszów Mazowiecki en voïvodie de Łódź.